# فيرجينيا كوكس بالماسيدا
فرجينيا كوكس بالماسيدا (Virginia Cox Balmaceda)  ولدت في 29 أغسطس 1905 - وتوفيت في 2 أكتوبر 2002 هي صحفية و كاتبة تشيلية للروايات والقصص القصيرة. كانت أيضا أم الكاتب بابلو هونيوس Pablo Huneeus.
شاركت في سلسلة من المؤتمرات التي نظمتها جمعية أصدقاء الكتاب في عام 1977 في متحف بنجامين فيكونيا ماكينا الوطني .
تعتبر واحده من الأوائل التي كانت تندد، وعبرت بالتمرد، والاحتجاج علي إخضاع المرأة .

## أعمالها
- Desvelo impaciente (Ediciones Ercilla) 1951)
- Los muñecos no sangran (Zig-Zag, 1969; Ediciones Universitarias de Valparaíso) 1973)
- Dentro y fuera de mi maleta: andanzas por el mundo (Renacimiento) 1980)
- Quién soy? (Agrupación Amigos del Libro) 1980)
- La antimadre (Aconcagua) 1982)
- Los muñecos no sangran (Cuatro Vientos) 1989)؛[2]